# Управление военно-морской разведки (Великобритания)
Разведывательное Управление Королевского военно-морского флота Великобритании Великобритании/39-е управление Министерства Королевского военно-морского флота Великобритании (англ. Naval Intelligence Division, NID) — управление разведки в составе Главного штабного управления Министерства ВМС Британской Империи. Существовало в 1912-65 гг. до формирования единой системы разведки Министерства обороны Великобритании.

## История
В 1882 г. в Министерстве ВМС был создан Совет ВМС по разведке, который в 1887 г. был реорганизован в управление разведки ВМС (Naval Intelligence Division), которое с 1902 г. Министерством имело право обязательного ознакомления со всеми проектами коллегии Министерства. Весной 1909 по инициативе РУ ВМС (контр-адмирал А. Бетелл) в составе Министерства была сформирована специальная Военная коллегия (Navy War Council) как орган военного планирования, с постоянным составом из министра ВМС с помощником, начальников оперативного и разведывательного управлений, начальника Военной академии ВМС и начальника военного отдела РУ ВМС (секретаря). В совещательной роли в заседаниях могли принимать участие также начальники различных подразделений министерства. В 1909-11 годах Военная коллегия провела до шести совещаний по стратегическим вопросам и с 1912 года была преобразована в постоянный Военный штаб ВМС (Admiralty War Staff) в составе оперативного, разведывательного и мобилизационного управлений. В документах РУ ВМС мог присваиваться порядковый № 39 (англ. Room 39) (кабинет начальника управления). Первым руководителем разведки ВМС был назначен капитан 1-го ранга У. Холл.

### Структура
До формирования Военной коллегии ВМС, в период 1887—1909 гг. управление разведки ВМС по факту являлось объединённым Главным оперативным и разведывательным управлением ВМС. В круг задач РУ ВМС входили как внутренние (выработка оперативно-мобилизационных планов), так и внешние вопросы (разведка ВМС иностранных государств). РУ ВМС первоначально включало два отдела: оперативный-мобилизационный и разведотдел (ВМС иностранных государств). В 1902-05 гг. были сформированы отделы безопасности торговых коммуникаций (безопасность коммуникаций Империи) и береговой обороны (1905 г., мировые порты и прибрежная океанская зона).

### 1905 г.
- Начальник РУ ВМС
  -     - Первый замначальника РУ ВМС
- Аппарат военных атташе 
  - посольские атташаты ВМС в столицах основных государств
- Отделы 
  - 1-й — ВМС иностранных государств
  - 2-й — оперативный
  - 3-й — прибрежной зоны
  -  4-й — океанской безопасности (до 1909 г.)

В ходе расследования выяснилось, что руководство отдела океанской безопасности допускало утечку в частные руки конфиденциальной информации о состоянии торговых маршрутов Мирового океана. В результате конфликта между Министром (адмирал Д. Фишер) и командующим Флотом Ла-Манша (адмирал Ч. Бересфорд) в 1909 г. отдел был расформирован.

### Первая мировая война
В 1910 г. в связи с созданием по инициативе Министра Д. Фишера Военного штаба ВМС (англ. Admiralty War Staff), из круга задач РУ ВМС были выведены вопросы стратегического планирования. Во время Первой мировой войны РУ ВМС одной из первых спецслужб начало активную деятельность в области организации новейших систем радиотехнической разведки: системы океанского радиоперехвата и дешифровальной службы ВМС (которая была выделена в специальное 40-е управление Министерства).

### Вторая мировая война
В межвоенный период разведывательное управление было значительно укрупнено и реорганизовано: к 1939 г. штат составил до 2 тыс. военнослужащих и вольнонаемных.

#### 1939 г.
- Начальник РУ ВМС
- Заместители 
  -     - замначальника по безопасности на флотах[3]
- Оперативный центр
- Отделы 
  - 1-й — ВМС Германии
    - сектор военнопленных — сбор данных путём опросов военнослужащих ВС Германии

  - 2-й — связь с атташатом ВМС США в Лондоне
  - 3-й — ВМС Италии
    - сектор военнопленных — сбор данных путём опросов военнослужащих ВС Италии

  - 4-й — ВМС Японии
  - 5-й — справочники, сбор данных
  - 6-й — топографический
  - 7-й — противолочная оборона
  - 8-й — радиоперехват
  - 9-й — служба связи с 40-м управлением
  - 10-й — предварительный опрос военнопленных
  - 14-й — секретариат
  - 17-й — спецопераций
    - сектор Z (пропаганда)

  - 18-й — атташат ВМС в США
  - 19-й — информационный
  - 21-й — архивы

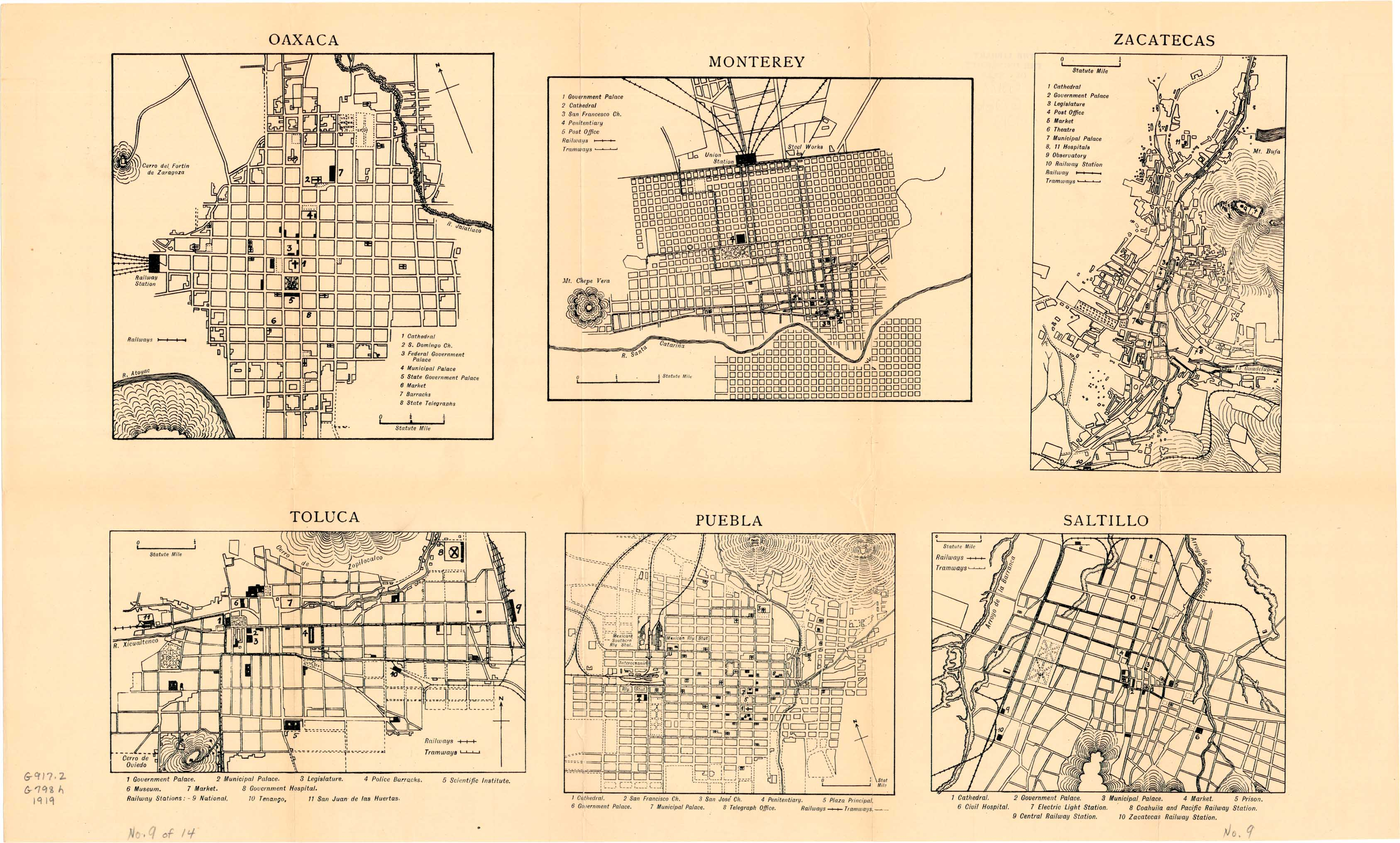
Топографические схемы населенных пунктов Мексики (Справочник РУ ВМС

Топографический отдел РУ ВМС в период в 1917—1922 гг. подготовил ряд специализированных географических справочников для британских вооружённых сил. Кроме того, с 1941 по 1946 гг. под редакцией специалистов РУ было издано до 58 выпусков т. н. Разведывательных справочников Британских имперских ВМС.

### 30-й полк СпН ВС Великобритании
Во время Второй мировой войны органы разведки ВМС руководили формированием и слаживанием диверсионных подразделений сводного 30-го полка специального назначения (СпН) ВС Великобритании (30-го полка «коммандос»). Считается, что писатель Я. Флеминг (во время войны сотрудник РУ ВМС) в основу образа агента 007 (капитана 2-го ранга Джеймса Бонда) положил факты из биографии некоторых офицеров 30-го полка (в том числе, Р. Иззарда и П. Делзел-Джоба).

### Созданиевоенной разведкиМинистерству обороныВеликобритании
В 1965 г. органы военной разведки видов вооруженных сил Великобритании были объединены в единую Службу военной разведки ВС Великобритании, подчинящуюся единому Министерству обороны Великобритании, в результате чего независимое РУ Министерства прекратило своё существование.

## Список начальников
| №   | Портрет | Имя                     | Чин                | Знаки различия | В должности     | Примечания |
| --- | ------- | ----------------------- | ------------------ | -------------- | --------------- | --- |
| 1.  |         | Уильям Холл             | капитан 1-го ранга |                | 1887—89         | |
| 2.  |         | Сиприан Бридж           | контр-адмирал      |                | 1889—94         | |
| 3.  |         | Льюис Бомон             | контр-адмирал      |                | 1895—99         | |
| 4.  |         | Реджинальд Кастенс      | контр-адмирал      |                | 1899—1902       | |
| 5.  |         | принц Баттенберг        | контр-адмирал      |                | 1902—05         | позже сменил фамилию на Маунтбеттен и получил титул 1-го маркиза Милфорд-Хейвен (англ. Louis Alexander Mountbatten, 1st Marquess of Milford Haven) |
| 6.  |         | Чарльз Оттли            | капитан 1-го ранга |                | 1905—07         | |
| 7.  |         | Эдмонд Слейд            | контр-адмирал      |                | 1907—09         | |
| 8.  |         | Александр Бетелл        | контр-адмирал      |                | 1909—12         | |
| 9.  |         | Томас Джексон           | капитан 1-го ранга |                | 1912—13         | |
| 10. |         | Генри Фрэнсис Оливер    | контр-адмирал      |                | 1913—14         | |
| 11. |         | Реджинальд Холл         | контр-адмирал      |                | 1914—19         | сын Уильяма Холла |
| 12. |         | Хью Синклер             | контр-адмирал      |                | 1919—21         | |
| 13. |         | Морис С. Фицморис       | контр-адмирал      |                | 1921—24         | |
| 14. |         | Алан Джоффри Хотэм      | контр-адмирал      |                | 1924—27         | |
| 15. |         | Уильям Уордсуорт Фишер  | контр-адмирал      |                | 1926—27 (и. о.) | |
| 16. |         | Барри Домвиль           | контр-адмирал      |                | 1927—30         | |
| 17. |         | Сесил Вивиан Усборн     | контр-адмирал      |                | 1930—32         | |
| 18. |         | Джеральд Чарльз Диккенс | контр-адмирал      |                | 1932—35         | |
| 19. |         | Джеймс Трауп            | вице-адмирал       |                | 1935—39         | |
| 20. |         | Джон Генри Годфри       | вице-адмирал       |                | 1939—42         | |
| 21. |         | Эдмунд Рашбрук          | контр-адмирал      |                | 1942—46         | |
| 22. |         | Эдвард Пэрри            | вице-адмирал       |                | 1946—48         | |
| 23. |         | Эрик Логнли-Кук         | контр-адмирал      |                | 1948—51         | |
| 24. |         | Антони Баззард          | контр-адмирал      |                | 1951—54         | |
| 25. |         | Джон Гилкрист Инглис    | вице-адмирал       |                | 1954—60         | |
| 26. |         | Норман Деннинг          | вице-адмирал       |                | 1960—64         | |
| 27. |         | Патрик Грэм             | контр-адмирал      |                | 1964—65         | |